# LACCO TOWER
LACCO TOWER（ラッコタワー）は、日本の5人組ロックバンド。

## メンバー
松川ケイスケ （まつかわ　けいすけ、1981年11月19日- ）（ボーカル）* X（旧Twitter）・Instagram
血液型：A型
 塩﨑啓示 （しおざき　けいじ、1981年12月8日- ）（ベース）* X（旧Twitter）
血液型：O型
 重田雅俊 （しげた　まさとし、1981年12月27日- ）（ドラム）* X（旧Twitter）
血液型：A型
 真一ジェット （しんいち　じぇっと、1981年5月29日- ）（キーボード）* X（旧Twitter）
血液型：B型
 細川大介 （ほそかわ　だいすけ、1982年4月3日- ）（ギター）* X（旧Twitter）・Instagram
血液型：A型

## 歴史

### 2001年
- 群馬県伊勢崎市出身の塩﨑(Ba.)、重田(Dr.)、藤生(Gt.)と兵庫県神戸市出身の松川(Vo.)の四人は各々音楽の為に上京。前身となるバンド（BRY THE MASH）を結成。Zepp Tokyoにて初ライブ。

### 2002年
- 3月 前身バンドでの活動に終止符を打つ。
- 7月 渋谷CYCLONEにてLACCO TOWER初ライブ。この日をLACCO TOWERの結成日とする。

### 2003年
- 6月 1st Mini Album「此処」をリリース（LONGLIFE? RECORDS）
- 8月 高崎club FLEEZにて初企画『W BRIDGE ASSIMILATION』を開催。

### 2004年
- 8月 2nd Mini Album「夕凪」をリリース（LONGLIFE? RECORDS）

### 2005年
- 4月 FM TARO(FM76.7MHz)にて「LACCO TOWERのCRASHTHE RADIO!!」スタート。
- 6月 Concept Single「雨 手紙 車窓」をリリース(slowly and growly)
- 10月 「TAKASAKI ROCK FESTIVAL'05」出演。

### 2006年
- 4月 渋谷egg-manにて初のワンマンライブ『掌』を開催。
- 6月 映画「タイヨウのうた」（YUI×塚本高史主演）でストリート役でYUIと共演。
- 7月 1st Full Album「ハネビラ」をリリース(slowly and growly)
- 9月 高崎club FLEEZにてワンマンライブ「紫陽花」を開催。

### 2007年
- 1月 全国68ヶ所のツアーを経て、渋谷O-WESTにてツアーファイナルワンマンライブ開催。
- 5月 渋谷BOXXにて新イベント『TOWER OF ASSIMILATION』を開催。
- 6月 藤生(Gt.)がバンドを脱退。レーベルを離れ、制作活動期間へ。
- 10月 制作活動期間を経て、渋谷O-EASTにて復活ライブを行う。

### 2008年
- 1月 Gt.堀内(ex.SUNSETFLIP)が正式メンバー、Key.真一ジェット(ex.鳥肌ジェット55)がサポートとして加入。
- 2月 LACCO TOWER TOUR 2008『白』東名阪ツアーを決行。
- 3月 群馬県内5ヶ所にて、5週連続企画『THE ASSIMILATION』開催。
- 6月 「いしがきミュージックフェスティバル 2008」出演。
- 9月 COLOSSEUM vol.001出演。

### 2009年
- 2月 V.A「Melodizm」参加(TOORIGHT!!RECORDS)
- 5月 Single「未来後夜」をリリース(TOORIGHT!!RECORDS)真一ジェット(Key.)が正式メンバーとして加入。
- 7月 New Album「短編傷説」をリリース(TOORIGHT!!RECORDS)
- 9月 いしがきミュージックフェスティバル 2009出演。
- 9月 COLOSSEUM vol.002出演。
- 10月 下北沢SHELTERにてツアーファイナルワンマンライブ開催。

### 2010年
- 4月-6月 新イベント「狂想演奏会」三ヶ月連続開催。
- 6月 e.p Single「如何せん涙はこぼれるもので」をリリース(ItabashirockS)
- 10月 2nd Full Album「解体心書」をリリース(ItabashirockS)
- 11月 新宿LOFTにてツアーファイナルワンマンライブ開催。

### 2011年
- 6月 渋谷CYCLONEにて「狂想演奏会～第四楽章～」開催。
- 7月 LACCO TOWER presents「TOWER OF ASSIMILATION vol.6、7」～LACCO TOWER 9th Anniversary～開催。2days計10バンド出演。
- 9月 渋谷O-WESTにて「狂想演奏会～第五楽章～」開催。

### 2012年
- 5月 3rd Full Album「心枯論」をリリース(ItabashirockS)
- 5月 「群雄割拠」出演。
- 5月 「LACCO TOWER presents“W BRIDGE ASSIMILATION vol.8”」開催。UNLIMITS,ing出演。
- 7月 渋谷CLUB QUATTROにて「心懇旅行」 ファイナルワンマンライブ～LACCO TOWER 10th Anniversary～開催。
同日深夜、渋谷CYCLONEにてLACCO TOWER10周年スペシャル企画「復活!!オフェンス銃士」開催。この日をもって堀内（Gt.）が脱退。
- 7月 「MURO FESTIVAL 2012」出演。
- 9月 高崎club FLEEZにてワンマンライブ「独想演奏会“新章”」開催。
- 10月 東京キネマ倶楽部にて「狂想演奏会～第六楽章～」開催。チャットモンチーと対バン。
- 11月 「SHIBUYA CYCLONE 15th ANNIVERSARY」出演。
- 12月 「LAID BACK OCEAN presents 心の箱 tour extra 「WHEN YOU'RE STRANGE」」出演。

### 2013年
- 1月 ライブDVD「心懇旅行」ファイナルワンマンライブ ～LACCO TOWER 10th Anniversary～をリリース(ItabashirockS)
- 3月 Ba.塩﨑が代表取締役となり株式会社アイロックス設立。メンバー自ら所属し運営。
- 3月 「Sound Hall a.C 9th anniversary『CENTER CHANNEL』」出演。
- 4月 「A(c) presents Life Links in Live vol.17】 『present』 release tour 東名阪ファイナルシリーズ東京編」出演。
- 5月 「群雄割拠 ～4man special～」出演。
- 6月 Gt.細川が正式メンバーとして加入。仙名阪ワンマンツアー「独想演奏会」開催。ゲストにアルカラ,MY FIRST STORY,ROACH出演。
- 7月 4th Mini Album「続・短編傷説」をリリース(I ROCKS)。恵比寿LIQUIDROOMにて 「独想演奏会～東京編～」開催。
- 8月 「Half-Life 『○』 release tour" 赤○急上昇2○13"」出演。
- 9月 「G-FREAK FACTORY "S.O.S" TOUR 2013-2014」出演。
- 9月 GUNMA ROCKS FESTIVAL2013出演。
- 10月 高崎club FLEEZにてツアーファイナルワンマンライブ開催。
- 10月 「REDLINE TOUR 2013 10DAYS」出演。
- 11月 「真空ホロウ presents 真空パック vol.7 ～M(水戸・むらた)編とS(渋谷・さとし)編～」出演。

### 2014年
- 1月ライブDVD「続・傷心旅行記」をリリース(I ROCKS)
- 1月-2月 「NUBO"Human hymns"TOUR 2013-2014」出演。
- 3月 「BYEE the ROUND SO企画 まっすぐに I Love You SO 宮古編～みんなで弥良幾に会いに行こう!～」出演。
- 3月 「ラックライフ presents GOOD LUCK vol.25」出演。
- 5月 「I ROCKS 2014 stand by LACCO TOWER～僕らはロックでできている～【兄弟編】」開催。 ゲストにback numberが出演。
- 5月 「ラックライフpresents『GOOD LUCK vol.26』」出演。
- 6月 「I ROCKS 2014 stand by LACCO TOWER～僕らはロックでできている～【盟友編】」開催。 ゲストにDOOKIE FESTA,Northern19,MY FIRST STORY,グッドモーニングアメリカが出演。
- 6月 「I ROCKS 2014 stand by LACCO TOWER～僕らはロックでできている～【故郷編】」開催。 ゲストに秀吉,LILY,Secret add9,Ivy to Fraudulent Game,KAKASHI,SECRET SERVICE,STRIKE A BLOW,ing,とり天定食が出演。
- 7月 「独奏演奏会～「狂想演奏家」発売記念～」開催。
- 7月 「MURO FESTIVAL 2014」出演。
- 9月 「真空パックvol.8～W(with/対バン)編とO編～」出演。
- 12月 「mito LIGHT HOUSE 25th anniversary ～祝盃～」出演。

### 2015年
- 2月 渋谷TSUTAYA O-Crest、高崎clubFLEEZにて松川ケイスケと真一ジェットによるアコースティックワンマン「独想演奏会」開催。
- 4月 I ROCKS 2015 stand by LACCO TOWER 【故郷編】、 【盟友編】二日間開催。
- 6月 日本コロムビアよりメジャー1st アルバム「非幸福論」をリリース(TRIAD)
- 7月 福岡、大阪、名古屋、東京にてワンマンツアー感幸旅行【独奏演奏会~「非幸福論」発売記念~】開催。
- 10月 高崎club FLEEZにてツアーファイナルワンマン2days開催。
ライブDVD「感幸旅行記」をリリース(I Rocks)

### 2016年
- 1月 Major 1st Single「薄紅」が、フジテレビ系TVアニメ「ドラゴンボール超」エンディング主題歌に決定。
- 2月 日本コロムビアよりMajor 1st Single「薄紅」をリリース(TRIAD)
渋谷TSUTAYA O-EAST、大阪Music Club JANUSにてワンマンライブ【独奏演奏会】開催。
- 3月 名古屋、仙台、盛岡にて、I ROCKS 2016【遠征編】開催。
- 4月 Major 2nd Album「心臓文庫」の収録曲『秘密』が、映画「劇場版 新・ミナミの帝王」の主題歌に決定。
 「ARABAKI ROCK FEST.16」出演。
I ROCKS 2016 stand by LACCO TOWER【超故郷編】開催。
- 5月 I ROCKS 2016 stand by LACCO TOWER【盟友編】開催。
福岡、名古屋、大阪にて【未来演奏会】開催。
- 6月 日本コロムビアよりMajor 2nd Album「心臓文庫」をリリース(TRIAD)
Major 2nd Album「心臓文庫」の収録曲『相思相逢』が、ハウステンボス「夏の光の王国」CMソングに決定。
- 7月 恵比寿LIQUIDROOMにて、Major 2nd Album「心臓文庫」リリースツアー“心造旅行”ワンマン【独奏演奏会】開催。
- 9月 「いしがきミュージックフェスティバル 2016」出演。
- 11月 品川ステラボールにて、Major 2nd Album「心臓文庫」リリースツアー“心造旅行”ファイナルを開催。

### 2017年
- 3月 日本コロムビアよりMini Album「薔薇色ノ怪人」をリリース(TRIAD)
Mini Album「薔薇色ノ怪人」収録曲『桜桃』が、SUBARU 100周年記念特別番組「星団 遙かなり」の主題歌に決定。
I ROCKS 2017 stand by LACCO TOWER【新故郷編】開催。
- 4月 I ROCKS 2017 stand by LACCO TOWER開催。
- 6月 バンド史上初の外部プロデューサー、亀田誠治氏とのコラボレーション楽曲「遥」を発表。
Major 3rd Album「遥」より「遥」が、フジテレビ系TVアニメ「ドラゴンボール超」エンディング主題歌に決定。
- 8月 Major 3rd Album「遥」より「火花」が、「ザスパクサツ群馬 2017 公式応援ソング」に決定。
- 10月 Zepp DiverCity Tokyoにて、Major 3rd Album「遥」リリースツアー遥なる軌跡”ファイナルを開催。

### 2018年
- 2月 新曲「雨後晴」ザスパクサツ群馬 2018 公式応援ソングに決定。2017公式応援ソングとして起用されていた「火花」は、ザスパクサツ群馬公式応援ソングに格上げされ、年間を通じて、公式応援ソングとして使用することも決定。
- 3月 I ROCKS 2018 stand by LACCO TOWER開催。初の3日連日開催と、3日間完全SOLD OUTでの開催。
- 3月 新曲「愛情」が、群馬テレビ「ニュースeye8」エンディングテーマソングに決定。
- 4月 新曲「最果」が、ユネスコ「世界の記憶」に登録された『上野三碑』のCMソングに決定。
- 5月 New Album「若葉ノ頃」より「若葉」が、FM GUNMA高校野球中継テーマソングに決定。
- 7月 New Album「若葉ノ頃」より「花束」が、TBS系テレビ「CDTV」8月度エンディングテーマに決定。
- 8月 New Album「若葉ノ頃」より「狂喜乱舞」が、伊勢崎オートレースの公式テーマソングに決定。
- 8月 日本コロムビアよりNew Album「若葉ノ頃」をリリース(TRIAD)。
- 9月 New Album「若葉ノ頃」発売に伴い、初のホールワンマンツアーを東名阪に加え、地元群馬で開催。
- 9月 東京 昭和女子大学人見記念講堂にて、New Album「若葉ノ頃」発売記念ホールツアー2018「五人囃子の新時代」ファイナルを開催。

### 2019年
- 2月 「JR東日本」タイアップ決定。4月からスタートする群馬プレデスティネーションキャンペーンの一環として、「LACCO TOWER」と「SLぐんま」（JR東日本高崎支社）のタイアップが決定した。
- 3月 新曲「夜明前」が2019ザスパクサツ群馬公式応援ソングに決定。2018公式応援ソングとして起用されていた「雨後晴」は、「火花」と共にザスパクサツ群馬公式応援ソングに格上げされ、年間を通じて、公式応援ソングとして使用することも決定。
- 4月 「LACCO TOWER」と「SLぐんま」（JR東日本高崎支社）のタイアップ目玉企画として、水上駅SL転車台広場にて、「SL D51 498 復活30周年記念スペシャルライブ」の開催。
- 5月 I ROCKS 2019 stand by LACCO TOWER初日をSOLD OUTで開催。
- 6月 I ROCKS 2019 stand by LACCO TOWER開催。初の4日開催と、4日間完全SOLD OUTでの開催。4日間で述べ7000人を動員。
- 7月 New Album「変現自在」より「地獄且天国」が、伊勢崎オートレース 2019 イメージソングに決定。
- 8月 日本コロムビアよりNew Album「変現自在」をリリース(TRIAD)。
- 8月 New Album「変現自在」より「若者」が、テレビ東京「プレミア Melodix!」9月エンディングテーマに決定。

### 2020年
- 2月 新曲「閃光」が2020ザスパクサツ群馬公式応援ソングに決定。2019公式応援ソングとして起用されていた「夜明前」は、2017年の「火花」、2018年の「雨後晴」と共にザスパクサツ群馬公式応援ソングに格上げされ、年間を通じて、公式応援ソングとして使用することも決定。
- 3月 新曲「歩調」が、群馬テレビ「ニュースeye8」エンディングテーマソングに決定。
- 4月　新型コロナウイルスの感染拡大の影響で、I ROCKS 2020 stand by LACCO TOWERの開催を延期。それに伴い、YouTube生配信にてAIR I ROCKS（エアーアイロックス）を3日間に渡り開催。
- 6月 メジャーデビュー5周年記念リバイバルワンマンツアー「再燃 〜ライブハウスと電波にのって編〜」を開催。新型コロナウイルスの感染拡大の影響を受け、本来予定していたライブハウスにお客様を動員しての開催を中止し、代わりにオンラインで開催。
- 9月 地元・群馬県伊勢崎市（伊勢崎市文化会館）にて、バンド初となる無観客ライブ「黒白歌合戦」を開催。
- 10月	ホテルとのコラボレーションによる新たな企画「HOTEL LACCO TOWER」を開催。
オンライン和菓子ショップ『Oi SEGARE!（オイセガレ）』をオープン。
- 11月	新曲「罪」が、伊勢崎オートレース 2020 イメージソングに決定。

### 2021年
- 2月 新曲「無戦無敗」が2021ザスパクサツ群馬公式応援ソングに決定。2020公式応援ソングとして起用されていた「閃光」は、2017年の「火花」、2018年の「雨後晴」、2019年の「夜明前」と共にザスパクサツ群馬公式応援ソングに格上げされ、年間を通じて、公式応援ソングとして使用することも決定。
- 3月 約1年半ぶりとなる有観客ライブとして、有観客レコ発ライブ「闇夜に烏、雪に鷺 ～現場と電波のレコ発開化～」を開催。本公演は、無料でYouTube生配信も実施。
日本コロムビアよりメジャーデビュー5周年 完全生産限定 黒白極撰曲集（2CD+DVD） 「闇夜に烏、雪に鷺」をリリース(TRIAD)。
- 4月 I ROCKS 2020&21 stand by LACCO TOWER前半戦を開催。
- 5月 I ROCKS 2020&21 stand by LACCO TOWER後半戦を開催。
5人組ダンス&ボーカルグループ「MADKID」の5thシングル「Gold Medal」のカップリング曲として「グッバイ・ティーンエイジャー」を楽曲提供。
- 7月22日 LACCO TOWER 19th Strings LIVE「五人囃子と四重奏」feat.狂想カルテットを開催。
- 9月 新曲「化物」が、伊勢崎オートレース 2021 イメージソングに決定。

### 2022年
- 1月15日〜3月27日 Major 6th Full Album「青春」リリースツアー LACCO TOWER LIVE TOUR 2022 「青春旅行」を開催。
- 4月15日・16日・17日 I ROCKS 2022 stand by LACCO TOWERを開催。
- 6月3日〜8月6日 LACCO TOWER2マンツアー 2022「五人囃子の駆け落ち騒ぎ ～初物勝負～」を開催。w/MOSHIMO / HAWAIIAN6 / kobore / LEGO BIG MORL
- 7月18日 LACCO TOWER 20周年特別公演『狂想演奏史～至上のハタチ～』を開催。
- 10月2日〜12月4日 LACCO TOWER 20th TOUR 2022 『絶好旅行』を開催。

### 2023年
- 4月7日〜9日 I ROCKS 2023 stand by LACCO TOWERを開催。
- 7月17日東京 恵比寿LIQUIDROOMでの開催が10回目となる周年記念公演を開催。
- 地元 群馬県伊勢崎市の電子地域通貨「ISECA（イセカ）」の決済音を制作。
- 8月13日地元 群馬県伊勢崎市にて、野外フリーライブ伊勢崎オートレース presents LACCO TOWER special live「狂想野外演奏会」supported by Odds Parkを開催。
- 新曲「竜巻（たつまき）」が、伊勢崎オートレース 2023イメージソングに決定。
- 12月3日地元 群馬・高崎芸術劇場スタジオシアターにて、1年ぶりとなるワンマンライブホール公演、「独想演奏会」の開催。
- LACCO TOWER「花束」が中村航さん監修の新作「QRaiN」のイメージソングに決定。

### 2024年
- 新曲「綾」(あや)が地元 群馬県伊勢崎市の公認テーマソングに決定。
- 4月5日〜7日自身主催のロックフェス「I ROCKS 2024 stand by LACCO TOWER」を伊勢崎市新市誕生20周年事業のキックオフイベントとして開催。
- I ROCKS 10周年を記念し、ライブDVD「10th ANNIVERSARY SUPER BOX」をリリース。
- 東京 Zepp Shinjukuにて、結成22周年＆三部作完成記念公演 「独想演奏会 〜竜巻・？？？・？？？〜」開催予定。

## ディスコグラフィ

### DVD
|      | 発売日     | タイトル                   | 備考                                                                        |
| ---- | ---------- | -------------------------- | --------------------------------------------------------------------------- |
| 1st  | 2013年1月  | 心懇旅行                   | 「心懇旅行」ファイナルワンマンライブ ～LACCO TOWER 10th Anniversary～       |
| 2nd  | 2014年1月  | 続・傷心旅行記             | LACCO TOWERワンマンツアー2013【独想演奏会 東京編 ～発売記念～】             |
| 3rd  | 2014年12月 | 狂想旅行記                 | 『狂想旅行ファイナル 第二夜』                                               |
| 4th  | 2015年12月 | 感幸旅行記                 | メジャー1stアルバム「非幸福論」のレコ発ツアー『感幸旅行』ファイナル         |
| 5th  | 2017年4月  | 心造旅行記                 | メジャー2ndアルバム「心臓文庫」のレコ発ツアー『心造旅行』ファイナル         |
| 6th  | 2017年12月 | 遥なる旅行記               | メジャー3rdアルバム「遥」のレコ発ツアー『遥なる軌跡』ファイナル             |
| 7th  | 2018年12月 | 五人囃子と新時代           | メジャー4thアルバム「若葉ノ頃」のレコ発ツアー『五人囃子の新時代』ファイナル |
| 8th  | 2020年1月  | 変現自在と猟虎六景         | 「変現自在」発売記念ワンマンツアー2019「独想演奏会」ホール公演              |
| 9th  | 2020年12月 | 黒白歌合戦                 | 群馬 伊勢崎市文化会館「黒白歌合戦」無観客ライブ                             |
| 10th | 2021年12月 | 五人囃子と四重奏           | 結成19周年記念ライブを毎年恒例の東京 恵比寿LIQUIDROOMにて開催               |
| 11th | 2023年1月  | 独想演奏会 ～終幕ノ高崎～  | 高崎clubFLEEZでラストワンマンライブ「独想演奏会 ～終幕ノ高崎～」            |
| 12th | 2024年4月  | 10th ANNIVERSARY SUPER BOX | 「I ROCKS 2023 stand by LACCO TOWER」ライブ・オフショット映像               |

## タイアップ
| 曲名       | タイアップ                                                                        | 収録             |
| ---------- | --------------------------------------------------------------------------------- | ---------------- |
| 鼓動       | 群馬テレビ「2009高校野球ハイライト」オープニング曲                                | 短編傷説         |
| 薄紅       | アニメ「ドラゴンボール超」エンディングテーマ                                      | 薄紅（シングル） |
| 未来前夜   | 日本テレビ系「バズリズム」POWER PLAY                                              | 心臓文庫         |
| 秘密       | 映画「劇場版 新・ミナミの帝王」主題歌                                             | 心臓文庫         |
| 相思相逢   | ハウステンボス「夏の光の王国」CMソング                                            | 心臓文庫         |
| 桜桃       | SUBARU100周年記念特別番組「星団 遙かなり」主題歌                                  | 薔薇色ノ怪人     |
| 遥         | アニメ「ドラゴンボール超」エンディングテーマ                                      | 遥               |
| 火花       | ザスパクサツ群馬 2017 公式応援ソング、 ザスパクサツ群馬 公式応援ソング(2018年〜)  | 遥               |
| 若葉       | FM GUNMA高校野球中継テーマソング                                                  | 若葉ノ頃         |
| 雨後晴     | ザスパクサツ群馬 2018公式応援ソング、 ザスパクサツ群馬 公式応援ソング(2019年〜)   | 若葉ノ頃         |
| 最果       | ユネスコ・世界の記憶「上野三碑」CMソング                                          | 若葉ノ頃         |
| 狂喜乱舞   | 伊勢崎オートレース公式テーマソング                                                | 若葉ノ頃         |
| 愛情       | 群馬テレビ「ニュースeye8」エンディングテーマ曲                                    | 若葉ノ頃         |
| 花束       | TBS系テレビ「CDTV」8月度エンディングテーマ 中村航監修 新作「QRaiN」イメージソング | 若葉ノ頃         |
| 夜明前     | ザスパクサツ群馬 2019公式応援ソング、 ザスパクサツ群馬 公式応援ソング(2020年〜)   | 変現自在         |
| 地獄且天国 | 伊勢崎オートレース 2019 イメージソング                                            | 変現自在         |
| 若者       | テレビ東京「プレミア Melodix!」9月エンディングテーマ                              | 変現自在         |
| 歩調       | 群馬テレビ「ニュースeye8」エンディングテーマ曲                                    | 歩調             |
| 罪         | 伊勢崎オートレース 2020公式テーマソング                                           | 闇夜に烏、雪に鷺 |
| 閃光       | ザスパクサツ群馬 2020公式応援ソング、 ザスパクサツ群馬 公式応援ソング(2021年〜)   | 青春             |
| 青春       | フジテレビ「Love music」12月度オープニングテーマ                                  | 青春             |
| 化物       | 伊勢崎オートレース 2021公式テーマソング                                           | 青春             |
| 嘘         | TVアニメ「幻想三國誌 天元霊心記」エンディング・テーマ                             | 青春             |
| 約束       | 群馬県太田市公式イメージソング                                                    | 青春             |
| 無戦無敗   | ザスパクサツ群馬 2021公式応援ソング                                               | 青春             |
| 化物       | 伊勢崎オートレース 2021公式テーマソング                                           |                  |
| 棘         | 伊勢崎オートレース 2022公式テーマソング                                           |                  |
| 竜巻       | 伊勢崎オートレース 2023公式テーマソング                                           |                  |
| 綾         | 群馬県伊勢崎市公認テーマソング                                                    |                  |